# Alexandria (Minnesota)
Alexandria is een plaats (city) in de Amerikaanse staat Minnesota, en valt bestuurlijk gezien onder Douglas County.

## Demografie
Bij de volkstelling in 2000 werd het aantal inwoners vastgesteld op 8820.

## Geografie
Volgens het United States Census Bureau beslaat de plaats een oppervlakte van
24,2 km², waarvan 23,0 km² land en 1,2 km² water.

## Geboren
- John Hawkes (1959), acteur
- Peter Krause (1965), acteur